# Live at the Budokan (Blur)
Live at the Budokan è un album discografico live del gruppo inglese Blur, pubblicato nel 1996. 
Le registrazioni sono state condotte l'8 e il 9 novembre 1995 al Nippon Budokan, impianto situato a Tokyo (Giappone).

## Tracce
CD 1
1. The Great Escape – 1:37
2. Jubilee – 3:13
3. Popscene – 3:11
4. End of a Century – 2:56
5. Tracy Jacks – 4:09
6. Mr. Robinson's Quango – 5:02
7. To the End – 4:18
8. Fade Away – 4:20
9. It Could Be You – 3:13
10. Stereotypes – 3:29
11. She's So High – 5:26
12. Girls & Boys" – 4:50
13. Advert – 3:28
14. Intermission – 1:39
15. Bank Holiday – 1:51
16. For Tomorrow – 6:26
17. Country House – 4:40
18. This Is a Low – 5:12
19. Supa Shoppa – 3:23

CD 2
1. Yuko and Hiro – 4:44
2. He Thought of Cars – 5:03
3. Coping – 3:23
4. Globe Alone – 2:43
5. Parklife – 3:37
6. The Universal – 5:11

## Classifiche
| Classifica (1996) | Posizione massima |
| ----------------- | ----------------- |
| Giappone          | 36                |